# Sve-trans-8'-apo-beta-karotenal 15,15'-oksigenaza
Sve-trans-8'-apo-beta-karotenal 15,15'-oksigenaza (EC 1.14.99.41, Diox1, ACO, 8'-apo-beta-karotenal 15,15'-oksigenaza) je enzim sa sistematskim imenom sve-trans-8'-apo-beta-karotenal:kiseonik 15,15'-oksidoreduktaza (razgradnja veze). Ovaj enzim katalizuje sledeću hemijsku reakciju
sve-trans-8'-apo-beta-karotenal + O2 {\displaystyle \rightleftharpoons } sve-trans-retinal + (2E,4E,6E)-2,6-dimetilokta-2,4,6-trienedial
Ovaj enzim sadrži Fe2+-4His strukturu. On učestvuje u retinalnoj biosintezi kod bakterija.

## Literatura
- Nicholas C. Price; Lewis Stevens (1999). Fundamentals of Enzymology: The Cell and Molecular Biology of Catalytic Proteins (Third изд.). USA: Oxford University Press. ISBN 019850229X.
- Eric J. Toone (2006). Advances in Enzymology and Related Areas of Molecular Biology, Protein Evolution (Volume 75 изд.). Wiley-Interscience. ISBN 0471205036.
- Branden C; Tooze J. Introduction to Protein Structure. New York, NY: Garland Publishing. ISBN 0-8153-2305-0.
- Irwin H. Segel. Enzyme Kinetics: Behavior and Analysis of Rapid Equilibrium and Steady-State Enzyme Systems (Book 44 изд.). Wiley Classics Library. ISBN 0471303097.

## Spoljašnje veze
- All-trans-8'-apo-beta-carotenal+15,15'-oxygenase на 